# لي هيندري
لي هيندري (بالإنجليزية: Lee Hendrie)‏ ، من مواليد 18 مايو 1977 ، لاعب كرة قدم إنجليزي حالي.
يلعب مع نادي ليستر سيتي على سبيل الإعارة من نادي شيفيلد يونايتد.

## روابط خارجية
- لي هيندري على موقع قاعدة بيانات كرة القدم.إي يو (الإنجليزية)
- لي هيندري على موقع ناشيونال فوتبول تيمز (الإنجليزية)
- لي هيندري على موقع Soccerbase.com (لاعب) (الإنجليزية)
- لي هيندري على موقع Soccerway.com (الإنجليزية)
- لي هيندري على موقع عالم كرة القدم.نت (الإنجليزية)
- لي هيندري على موقع كووورة